# Ribeirão Laranja Doce
Ribeirão Laranja Doce é um curso de água do estado de São Paulo, banhando os municípios de Indiana, Martinópolis, Regente Feijó e Taciba. Faz parte da sub-bacia do Rio Paranapanema. 

## Características
O ribeirão Laranja Doce é de grande importância econômica e turística para a região desde os primórdios da década de 1930, quando houve a construção da represa para fins hidrelétricos em seu curso pela Companhia Elétrica Caiuá (atualmente Energisa Sul-Sudeste). 

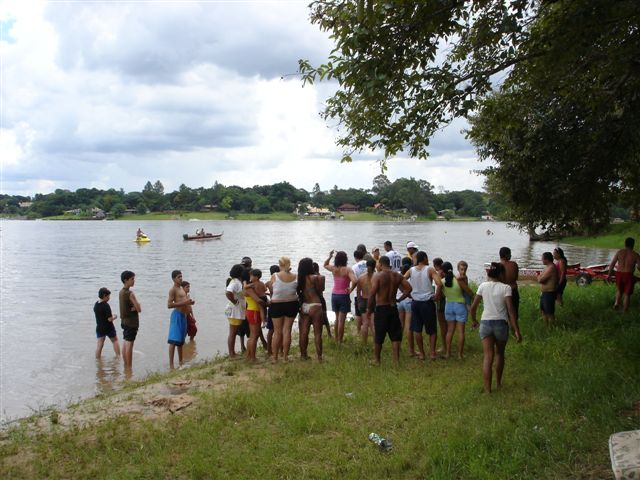
Pessoas num momento de lazer no Laranja Doce, Martinópolis

Além do represamento do rio, melhorias nas infraestruturas viárias no município de Martinópolis na década de 50 atraiu o surgimento de clubes e de loteamentos em torno da represa feito fazendeiros locais, que visavam o potencial turístico e de lazer no entorno do Laranja Doce. 